# Hémérochorie

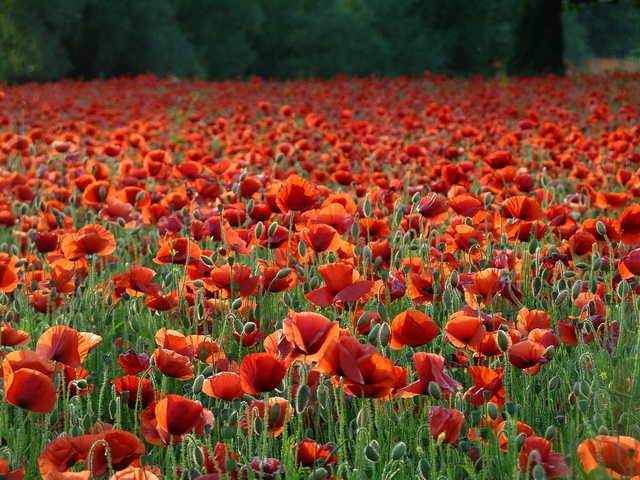
Le coquelicot est une plante hémérochore, classée parmi les archéophytes. Sa splendeur écarlate remplace ici l'or des fleurs du champ de colza qui sont fanées.

Par hémérochorie, on entend – surtout en Europe – la diffusion des plantes par la culture. On utilise souvent le synonyme anthropochorie, en assimilant la culture à l’action de l'humain. Néanmoins, dans l'idée de ceux qui ont forgé le concept d'hémérochorie, les deux concepts doivent être distingués : la diffusion par les animaux domestiques ressortit à l'hémérochorie, mais pas à l'anthropochorie, puisque les agents du transport ne sont pas des êtres humains, bien qu'ils appartiennent à leur sphère culturelle.
Les plantes hémérochores ou leurs semences peuvent avoir été transportées volontairement (introduction) ou involontairement (entraînement) par l'homme dans un territoire qu'elles n'auraient pas pu coloniser par leurs propres mécanismes naturels de dissémination, ou tout au moins beaucoup plus lentement. Ce peut aussi être en raison de la culture, qui a provoqué des changements d'environnement, et qui leur a permis de coloniser un territoire auquel elles n'auraient pas eu accès par leurs propres moyens. Et elles sont capables de se maintenir dans ce nouvel espace vital sans une aide volontaire de l’homme. 
Les plantes hémérochores peuvent aussi bien augmenter la biodiversité d'un territoire que la restreindre.

## Classement des plantes hémérochores
Beaucoup de plantes de culture et d'ornement d'Europe centrale sont hémérochores – dans la mesure où elles se sont ensauvagées, et subsistent indépendamment de la culture.
Un premier classement des plantes hémérochores tient à la manière dont elles ont été introduites, par exemple :
- éthélochorie[n 2] : introduction volontaire par des semences ou des plants ;
- speirochorie[n 3] : introduction involontaire par des semences impures ;
- agochorie[n 4] : introduction par transport involontaire.

Du point de vue chronologique, on divise les plantes hémérochores en :
- archéophytes[n 5] : Plantes qui ont été introduites avant la survenue du trafic mondial vers 1500 – pour les statistiques botaniques, on prend en général l’année 1492 (découverte de l’Amérique).
- néophytes[n 6] : Plantes introduites après la survenue du trafic mondial. Ce moment peut être considéré du point de la bio-géographie mondiale comme le plus important depuis la fin du Permien, à la fin du Paléozoïque, période à laquelle le continent unique (Pangée) commença à se fragmenter, créant ainsi des barrières insurmontables pour la diffusion de la plupart des espèces, qui commencent ainsi à évoluer de façon indépendante dans chaque partie. La survenue du trafic mondial, du point de vue de l'histoire de la Terre, brise ces barrières de façon instantanée (Charles Elton), et ceci pour toutes les espèces, puisqu'en principe aucune espèce n'est affranchie d'un transport délibéré.

Conformément à la définition courante de Schroeder, les archéophytes et les néophytes comprennent aussi les espèces qui ont atteint un territoire donné par leurs propres moyens après que l’homme leur a préparé un cadre adapté en modifiant le paysage. Schroeder nomme ces espèces « envahisseuses » (ou acolutophytes).
Le concept de plante adventice est souvent utilisé comme synonyme d'hémérochore, mais souvent restreint aux espèces éthélochores ensauvagées, y compris celles qui ne se sont  pas (encore) installées durablement dans  leur nouvel espace vital. Il y a encore d'autres usages. 
Le concept d'hémérochore doit être distingué de celui de « suiveur de la culture », ou « apophyte ». Ceux-ci peuvent également être des espèces indigènes, qui étaient a priori adaptées, ou qui se sont adaptées a posteriori aux paysages créés par l'activité humaine : leur territoire s'est par là souvent étendu, mais pas toujours.

## Les voies de la dissémination
La dissémination par l'activité de l'homme a dû commencer vraisemblablement dès l'âge de la pierre, mais au plus tard dans l'Antiquité, comme on peut le démontrer, et ceci le long des routes commerciales. Des fruits comme les pommes ou les poires sont progressivement arrivés en Grèce le long de la route de la soie en provenance de l’Altaï, et de là aux jardins des Romains, qui ont à leur tour transporté ces plantes en Europe Centrale, et beaucoup de ces plantes ont pu se  perpétuer en dehors du contexte de l'agriculture. Beaucoup de plantes utiles, comme la tomate, la pomme de terre,  les citrouilles, le haricot d'Espagne n'arrivent qu'au XVIe siècle en Europe centrale, après la découverte de l’Amérique, et sont cultivées depuis dans le monde entier. Comme il s'agit largement d'espèces qui ne survivent pas durablement  hors de la culture, elles ne sont pas des hémérochores au sens de la définition ci-dessus.
Dans les quatre et cinq derniers siècles, la dissémination s'est étendue, par le commerce et les campagnes militaires, par les expéditions scientifiques et les missionnaires. Ces derniers ont tourné leur intérêt aussi vers d'innombrables plantes exotiques et les ont rapportées, pour les ajouter aux collections botaniques des cours princières, mais aussi pour des buts purement scientifiques. Dans le cadre des études de botanique, un intérêt spécial était porté aux propriétés pharmaceutiques éventuelles de ces plantes, mais aussi à l'élargissement des connaissances purement botaniques, ainsi qu'à la passion des collectionneurs (herbariums).
Certaines plantes d'ornement ont aussi été introduites en Europe, en espérant en tirer un  bénéfice substantiel. Ceci est le cas par exemple pour les camélias, dont une espèce était cultivée au Japon et en Chine pour les infusions. Alors que cette espèce se révéla non cultivable en Europe, on découvrit rapidement le charme esthétique des autres espèces ornementales. Pour l’acclimatation de ces plantes originaires d'environnements très lointains, les jardins botaniques ont joué un grand rôle. Les plus importants de tous ont été les jardins botaniques royaux de Kew.

## Archéophytes, néophytes et plantes adventices
Rappelons que les plantes hémérochores introduites, dans la mesure où elles sont capables de se reproduire et de se développer de façon naturelle dans leur nouvel habitat sont classées selon l'époque de leur immigration en archéophytes et en néophytes.

### Archéophytes

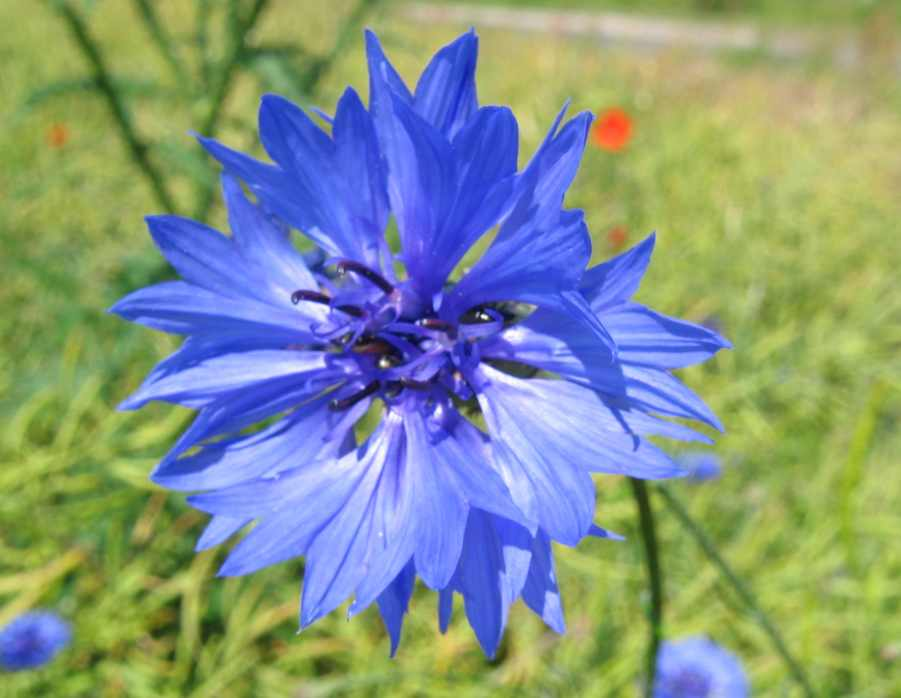
Le bleuet est une archéophyte speirochore

On appelle archéophytes  les plantes introduites ou entraînées dans un environnement nouveau pour elles avant la survenue du commerce mondial en 1492 (s'opposant aux plantes néophytes »), ou encore qui ont conquis par leurs propres moyens avant cette date un nouvel environnement rendu propice par l’intervention de l'homme (agriculture et élevage depuis le Néolithique). On compte parmi les archéophytes beaucoup de plantes répandues, comme le coquelicot, le bleuet, la camomille sauvage, et la nielle des blés. Les archéophytes d'Europe centrale proviennent pour la plupart du monde méditerranéen et des territoires adjacents de l'Europe du Sud-ouest et du Moyen-Orient. On les considère souvent comme des parties de l'écosystème naturel, aussi parce que la plupart des plantes indigènes d'Europe centrale y sont arrivées sans l’aide de l’homme en venant de ces territoires après les glaciations.

### Néophytes
On appelle néophytes les espèces végétales qui ont été introduites ou entraînées après le début du commerce mondial en 1500, et qui se sont acclimatées à long terme sans intervention de l'homme. Beaucoup de botanistes considèrent que des plantes sont établies dans leur nouveau territoire après avoir subsisté par leurs propres moyens pendant au moins deux ou trois générations sur une durée de 25 ans. Les néophytes proviennent surtout d'Extrême-Orient et d'Amérique du Nord. Le nombre de néophytes en provenance du bassin méditerranéen et d'Asie centrale est substantiellement plus petit. En outre, certaines néophytes proviennent d'autres régions, comme l’Afrique du Sud (le séneçon de Mazamet) ou l’Australie (Chenopodium pumilio). On a recensé[Qui ?] à peu près 420 espèces néophytes en Allemagne, ce qui correspond à environ 16 % des espèces y poussant.[réf. nécessaire] Parmi celles-ci figure en particulier le géranium des Pyrénées, une des espèces du genre important des géraniums. Il a été apporté comme plante d'ornement des montagnes du sud de l'Europe vers l’Europe centrale, et y a été pendant un certain temps cultivé comme plante ornementale de jardin, pour y être supplanté ensuite par des espèces de géranium à plus grandes fleurs. Maintenant, le géranium des Pyrénées pousse moins dans des jardins que sur les friches et les prairies où il a trouvé une niche parmi les plantes indigènes, c'est-à-dire les espèces qui sont là dès leur origine.

#### Néophytes avec et sans problèmes

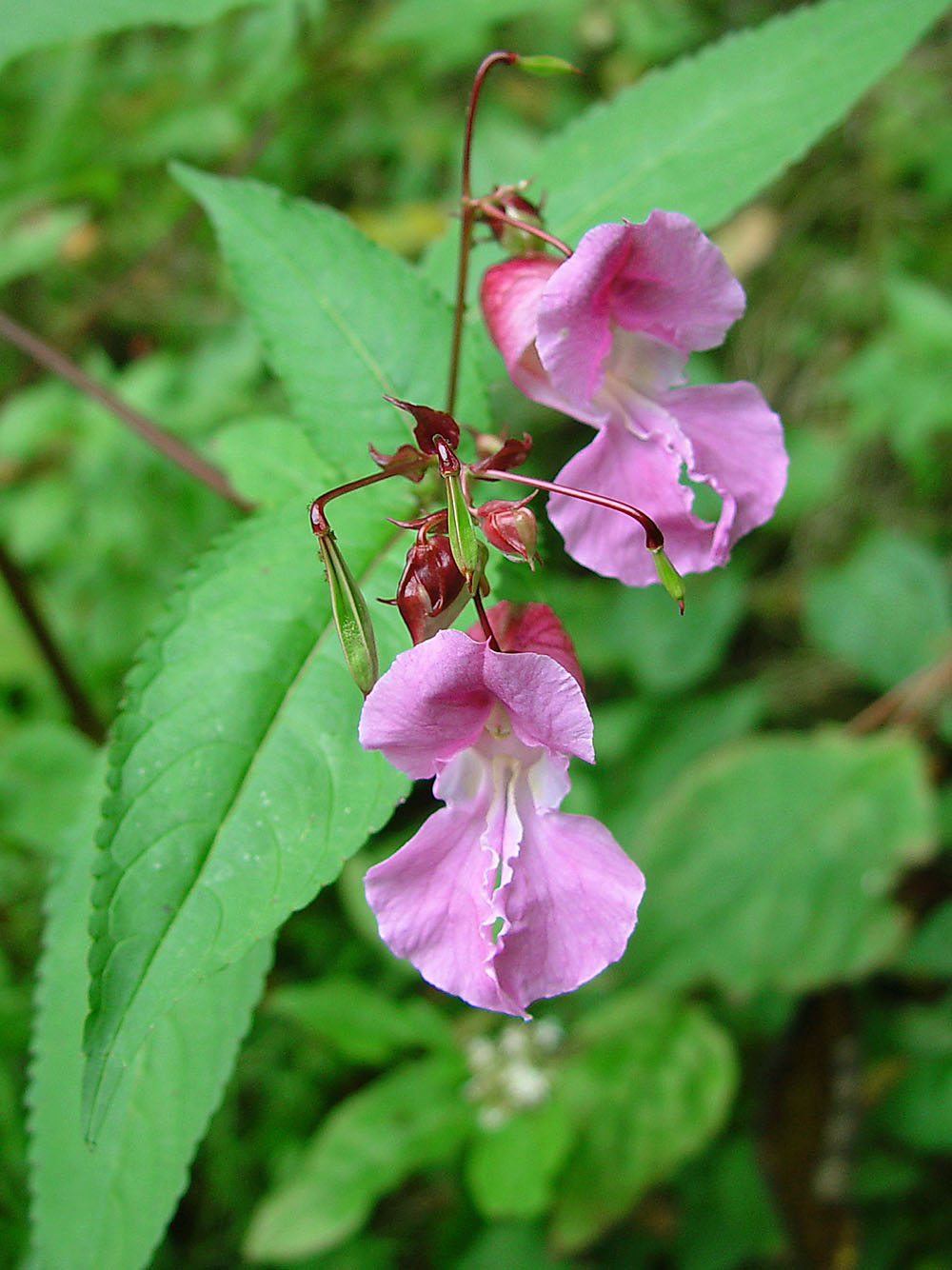
Balsamine de l'Himalaya (Impatiens glandulifera)

Les protecteurs de la nature appellent « problématiques » les néophytes dont la présence « dénature » la flore indigène,  mais souvent uniquement quand ils endommagent, ou même chassent, les espèces indigènes, le plus souvent par leur concurrence. Les néophytes (et en particulier les hémérochores) peuvent aussi être problématiques du point de vue économique ou sanitaire.
La balsamine de l'Himalaya est comptée parmi les néophytes problématiques d'Europe centrale par la protection de la nature à cause de son caractère envahissant, pouvant remplacer les espèces indigènes. Par contre, le géranium des Pyrénées ou  le perce-neige paraissent plutôt sans problèmes. Ils n'influent que peu sur la végétation indigène, et l'on y voit plutôt un enrichissement de la biodiversité de l’espace d'Europe centrale. D'autres plantes hémérochores d'Europe centrale ont, par comparaison, supplanté  d'autres plantes en plus grand nombre. La composition des espèces peut se modifier tant qu'il faut préserver bien des biotopes de ces immigrants, si l'on   veut garder la biocénose dans son état. L'élimination d'espèces indigènes par des néophytes, comme elle a été très souvent observée dans le règne animal par des immigrés sur des îles océaniques, n'a pas lieu en Europe centrale. 
Parmi les néophytes que l'on appelle « envahissantes », c'est-à-dire celles qui s'étendent dans leur nouveau territoire, on peut compter en Europe centrale la gerbe-d'or, la Balsamine de l'Himalaya, le Robinier faux-acacia, la berce du Caucase, nommée selon son origine, la Renouée du Japon, qui ont toutes été introduites comme plantes d'ornement et utilitaires (p. ex. nourriture des abeilles), ou insérées dans une végétation naturelle, et qui maintenant dans beaucoup de types de paysages dominent la végétation. Par exemple, la gerbe d'or est souvent la plante dominante dans les surfaces en friche, la balsamine de l'Himalaya repousse dans plusieurs paysages humides et ombreux la végétation indigène. La berce du Caucase est phototoxique pour l'homme comme de nombreuses Apiacées. Miscanthus sinensis qui est cultivé comme source d'énergie verte est en voie de devenir une plante envahissante.
Les néophytes qui se développent de façon agressive et par là  changent durablement le biotope posent dans bien des parties du monde un problème de protection de la nature bien plus grand qu'en Europe centrale, et parfois un problème  économique. Par exemple,  des espèces d’Opuntia (figuiers de Barbarie) ont été introduites d'Amérique vers l’Australie, et se sont ensauvagées, rendant ainsi des territoires impropres à l'élevage ; la même chose vaut pour l'ajonc d'Europe en Nouvelle-Zélande. Des espèces de rhododendrons  introduites comme plantes de jardin ornementales dans les Îles Britanniques évincent la végétation insulaire, p. ex. dans le parc national de Snowdonia, au nord du Pays de Galles. La même chose peut s'observer sur beaucoup de tourbières acides des climats atlantique et subatlantique. Le Robinier faux-acacia a été importé d'Amérique en Europe centrale pour sa croissance rapide, et il menace maintenant les rares espaces de steppe et de forêts naturelles des territoires secs. En Amérique du Nord, les Tamaris, originaires d'Europe du Sud et des zones tempérées d'Asie, se sont révélées des plantes problématiques. Dans les landes pauvres en nutriments, mais riches en plantes herbacées et en buissons (finbos) de la région du Cap en  Afrique du Sud, des espèces d'eucalyptus en provenance d'Australie se développent fortement. Comme ils sont largement habitués à des sols pauvres, et qu'il leur manque dans la région du Cap des concurrents pour les nutriments, et des parasites qui pourraient réguler leur population, ils sont en mesure de modifier fortement le biotope.
Sur Hawaï, la fougère épiphyte Phlebodium aureum (Polypodiaceae) s'est fortement répandue, et est considérée comme une plante invasive.
C'est en particulier les écosystèmes instables, déjà déséquilibrés par des attaques, ou possédant certains caractères qui peuvent être massivement détériorés par des néophytes, car la végétation définitive est déjà affaiblie. Dans les forêts humides d'Australie, les néophytes commencent par coloniser le long des routes et des chemins, et pénètrent ensuite à l'intérieur des régions qu'elles entourent.

### Plantes adventices
Les éphémérophytes sont des plantes adventices qui peuvent s'établir provisoirement. Mais elles ne sont pas en mesure de remplir toutes les conditions afférentes au territoire. Un hiver froid, ou une sécheresse inhabituelle, peuvent conduire à la mort de ces plantes ; la plupart du temps, elles ne sont pas capables de lutter contre la flore locale en cas de conditions extrêmes. On peut ainsi donner l’exemple du palmier-dattier qui a été découvert à Berlin-Kreuzberg, et qui a survécu au moins à quelques hivers particulièrement doux. On rattacherait aussi à ce groupe les figuiers, qui poussent à des endroits favorisés par leur climat en Europe centrale.

## Classes d'hémérochorie

### Éthélochorie

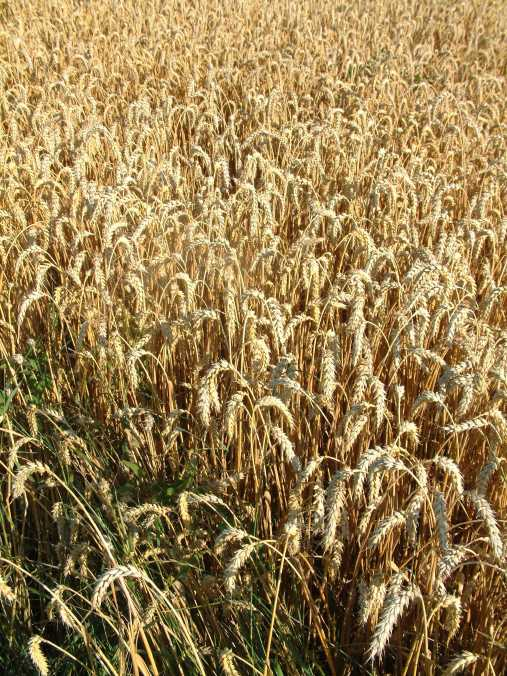
Un champ de blé tendre. Le blé est une archéophyte introduite par éthélochorie en Europe centrale

La dissémination volontaire des plantes sous forme de semences est une forme d'hémérochorie. On la désigne par éthélochorie. De nombreuses plantes cultivées qui jouent actuellement un rôle important dans l'alimentation humaine ont été volontairement disséminées par l’homme. Blé, orge, lentille, épeautre, fève et lin, par exemple, ne sont pas des plantes typiques d'Europe centrale, bien qu'elles soient toutes des archéophytes. L'homme les a apportées progressivement après le début du néolithique (il y a approximativement 6500 ans), en provenance du Proche-Orient vers l'Europe centrale. C'est alors que les premiers cultivateurs de ces territoires commencent à se sédentariser.
C'est avant tout par exportation de l’Europe que beaucoup des anciennes plantes cultivées ont trouvé une répartition mondiale. Le blé, cultivé il y a au moins 4000 ans, a été introduit au XVIe siècle en Amérique et au XIXe siècle en Australie. Les oranges, les citrons, les abricots et les pêches étaient originaires de Chine. Ils sont arrivés probablement au IIIe siècle av. J.-C. d'abord au Proche-Orient par la route de la soie, et de là, répandus par les Romains dans l'espace méditerranéen. Les colons européens à leur tour commencèrent leurs cultures fruitières dans les régions appropriées d'Amérique.
À partir du XVIe siècle, les plantes ornementales sont introduites de plus en plus souvent. Comme pour le géranium des Pyrénées, on commence à introduire en Europe des espèces indigènes comme plantes de jardin. On compte parmi celles-ci notamment les glaïeuls, les campanules européennes ou des clématites des haies. Plus tard, on fait venir des plantes d'ornement de régions plus éloignées. En particulier, toute une série de plantes exotiques ou utilitaires sont introduites d'Extrême-Orient vers l’Europe. Encore maintenant, bien des parcs présentent des cerisiers ornementaux de Chine et d'autres arbres de ce genre. Les conséquences néfastes de ces introductions sont discutées dans le paragraphe sur les néophytes et illustrées par exemple dans le paragraphe sur l'Australie.

### Speirochorie

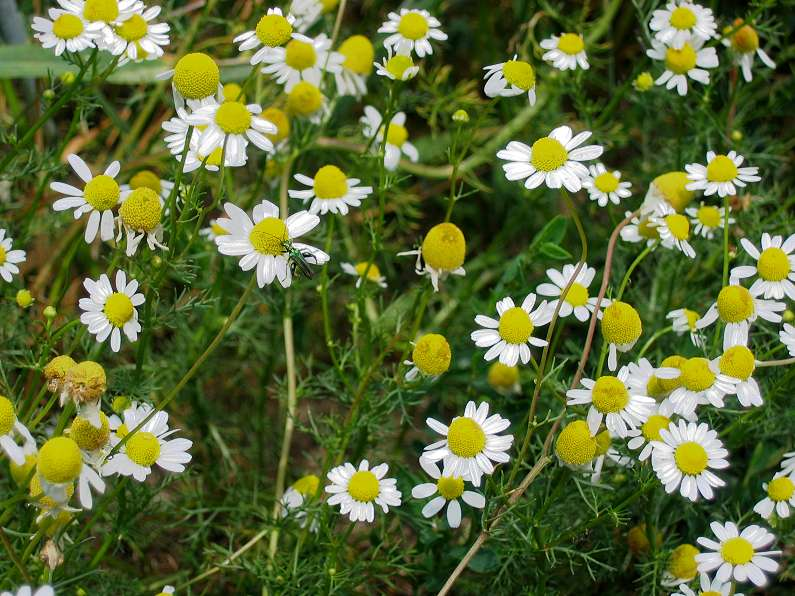
La camomille sauvage appartient aux plantes qui ont été involontairement disséminées comme impuretés dans les semences.

Certaines plantes ont été involontairement apportées en Europe centrale par ce processus : cette hémérochorie par présence d'impuretés dans les semences est appelée speirochorie. Comme tous les échantillons de semences contiennent aussi les semences des herbes du champ dont ils proviennent, le commerce des semences des plantes utiles a aussi permis la dissémination d'autres espèces.
Les plantes speirochores sont donc semées sur un sol préparé par l'homme et entrent en concurrence avec les plantes utiles. Des plantes que l'on considère maintenant comme des archéophytes, comme le coquelicot, adapté au monde méditerranéen, la camomille sauvage, le bleuet, la nielle des blés, la renoncule des champs, se sont répandus avec les semences de céréales en Europe centrale. L'auteur Crosby  a estimé que dans la seule année 1912, avec les importations de semences de trèfle et d'herbe, 2 à 6 milliards de semences de mauvaises herbes avaient été importés en Grande-Bretagne.
Entre-temps, on a trouvé des procédés modernes de purification des semences, et les cultures, par l'utilisation d'herbicides et autres techniques de lutte, ne montrent pratiquement plus de mauvaises herbes. La dissémination par speirochorie ne prend donc plus dans le paysage agricole d'Europe centrale qu'un rôle très mineur ; mais l’appauvrissement des sols en est une conséquence.
Et pourtant, dans les années 1981, 1988 et 1990, l'envahisseur problématique cuscute champêtre a été introduit par erreur dans des lots de semence de basilic d'Amérique du Nord vers l'Australie.

### Agochorie
Les plantes agochores sont celles qui ont été disséminées par transport involontaire. Contrairement aux plantes speirochores, elles n'ont pas en général été semées sur des sols préparés par l'homme. En Europe centrale, c'est surtout le souchet comestible qui a été rangé depuis les années 1980 parmi les espèces invasives, parce que leurs tubercules ont été répandus en masse, en se collant à des véhicules ou des machines. 
Les plantes agochores survenaient autrefois souvent dans les ports, les gares, ou le long des routes. L'examen des véhicules avec lesquels les touristes voulaient pénétrer dans le Kakadu en Australie a montré que les automobiles comptaient de façon importante dans la dissémination agochore : 70 % des voitures examinées apportaient dans les rainures des pneus ou sous les garde-boue des semences de ce genre de plantes classées comme invasives à problème, que l'on souhaiterait autant que possible tenir hors de ce parc qui appartient au patrimoine mondial.

#### Eau des ballasts, vecteur de l’agochorie
L’agochorie concerne surtout les plantes aquatiques.
L'eau des ballasts joue un grand rôle dans la dissémination agochore des plantes aquatiques. Depuis environ 1880, on utilise de l’eau dans les ballasts pour stabiliser les navires à vide. Dans le monde, on transporte ainsi 10 milliards de tonnes d'eau par an, avec les organismes qu'elle contient. 
Ce sont avant tout les pays exportateurs qui sont touchés par cette dissémination. Les bateaux atteignent leur destination avec leurs cales vides, mais leurs ballasts pleins. Au moment du chargement, ce sont des milliers de mètres cubes d'eau qui sont vidangés, avec tous les organismes étrangers qu'ils contiennent. Les quantités d'eau de ballast vidangées dans les ports allemands sont estimées à dix millions de tonnes, dont deux proviennent d'eaux côtières de pays n’appartenant pas à l'Union européenne, et qui ainsi contiennent en majorité des organismes de côtes non européennes.
« L'eau de ballast est un moyen de transport non spécifique, qui transporte des êtres vivants de tous les groupes de régime alimentaire et dans les stades les plus variés de leur cycle de vie. Chargée par de puissantes pompes dans les ballasts, elle contient tout ce qui ne peut échapper au courant d'aspiration : représentants de presque tous les embranchements animaux, […] mais aussi des unicellulaires et des plantes. C'est une sorte d'arche de Noé sous-marine. Il n'en existe aucune contrepartie terrestre. Ce ne sont pas des animaux cachés et isolés ou des semences de plantes collées qui sont entraînés d'un continent à un autre, mais une communauté complète d'organismes. C'est comme si on transportait outre-mer un hectare d'Europe avec tout ce qui va par terre et en l’air, et qu'on l'y abandonne. »
C'est par l'eau de ballast que l'algue Undaria pinnatifida originaire des côtes japonaises a été transportée sur la côte de Tasmanie, et qu'elle y forme depuis 1988 une épaisse forêt de kelp qui élimine le long de la côte la flore et la faune indigènes. Des dinoflagellés comme Alexandrium catanella, A. minutum, A. tamarense ou Gymnodinium catenatum ont aussi été apportés dans des eaux de ballast sur les côtes d'Australie, de Nouvelle-Zélande et des États-Unis. Ces dinoflagellés provoquent, à l’occasion, des efflorescences toxiques d'algues qui empoisonnent par la chaîne alimentaire les moules, les crevettes et les poissons. À côté des grands dommages écologiques provoqués sur place par les organismes agochores, ils causent également de sérieuses pertes économiques. Ainsi, les dinoflagellés mettent en danger la culture des poissons, des moules et des huîtres. Sur les côtes américaines, il a fallu parfois complètement fermer des établissements d'aquacuture et restreindre la pêche ; en outre, les touristes évitent les côtes où se multiplient ces efflorescences d'algues toxiques.

##### Mesures prises pour empêcher l'agochorie par l’eau des ballasts
L'Australie a été le premier pays qui a introduit dès 1990 une directive pour la gestion de l’eau des ballasts, et qui attaque ce problème de la façon la plus décidée. Les navires ont été contraints à ne pas puiser d'eau de leurs ballasts dans des baies peu profondes et non propres, et à ne pas puiser pendant la nuit, parce que beaucoup d'organismes marins restent au fond le jour et remontent à la surface la nuit. Les bateaux doivent changer d'eau de ballastage à 200 km des côtes, pour d'une part éviter que des espèces de haute mer soient entraînées dans les eaux côtières plus sensibles, et d'autre part qu'aucun habitant de la zone côtière ne soit entraîné vers d'autres continents. L'Organisation maritime internationale a adhéré à ces recommandations, mais des reglémentations contraignantes ne sont pas encore en vigueur.
Ce reballastage, comme on appelle l’échange de l’eau des ballasts en haute mer, n'est cependant pas une méthode sûre. Il reste dans les ballasts des fonds avec des organismes, et des dépôts de fond de mer. Une protection plus complète contre l'agochorie serait de filtrer l'eau, de la chauffer avec le refroidissement des machines, le traitement à l’ultraviolet, à l'ozone, au poison, le changement de la teneur en sel, l’extraction de l’oxygène ou le déballastage dans des installations spécifiques dans les ports. Mais les coûts de ces méthodes sont si élevés que les marges bénéficiaires des armateurs, en particulier pour les transports de masse comme le minerai ou le charbon, seraient nettement dépassées. Elles ne pourraient être utilisées que si tous les États côtiers du monde s'y engageaient fermement.
Les pays pour lesquels l'apport d'organismes étrangers paraît si problématique qu'ils veulent introduire des règlements stricts pour la gestion des eaux de ballast sont en particulier, outre l’Australie, les États-Unis, la Nouvelle-Zélande, le Canada, Israël et le Chili.

#### Exemples de plantes agochores
À côté de l'espèce de kelp et des dinoflagellés mentionnés ci-dessus, on peut aussi compter par exemple l’algue Caulerpa taxifolia parmi les plantes marines agochores. C. taxifolia est une plante en provenance des Antilles et de l'Océan Indien, qui s'y trouve inoffensive et discrète. Un mutant de cette plante, dont les feuilles sont plus grandes, et qui supporte bien les variations saisonnières de température, est probablement arrivée dans la Méditerranée en provenance d'aquariums de Monaco, où elle a commencé à faire des peuplements importants. Entre sa première trouvaille devant la côte de Monaco en 1984 et 1995, elle s'est propagée jusqu'à la côte de Croatie. Cette algue à grande capacité de croissance est capable de grandir jusqu'à 2 cm par jour, et ainsi d'envahir et d'étouffer la végétation sous-marine indigène. Elle est considérée comme une des plus grandes menaces pour l'écosystème de la Méditerranée. 
C. taxifolia appartient aux plantes qui sont couramment transportées dans l'eau des ballasts. Elle est aussi transportée par les ancres des navires qui en arrachent des morceaux. Les parties ainsi arrachées partent à la dérive, et peuvent former de nouvelles colonies. De plus, comme les morceaux accrochés aux ancres peuvent survivre dans les écubiers sans lumière ni eau jusqu'à dix jours, ils peuvent aller dans des domaines complètement nouveaux. De cette manière, ils peuvent parcourir des distances comparables à celles des autres chories.
Parmi les plantes également disséminées par agochorie, on peut compter l'élodée du Canada, qui a probablement été entraînée en 1836 avec des transports de bois vers l'Irlande, et qui s'est alors établie comme néophyte en Europe centrale. Pendant toute une période, le développement en masse de cette plante boucha les cours d'eau et empêcha la pêche, jusqu'à ce que la multiplication agressive de cette plante en Europe centrale cesse, sans que l'on ait pu jusqu'à maintenant trouver pour ce phénomène une explication scientifique.

## Connaissances sur les plantes hémérochores: l'exemple de l’Australie et de la Nouvelle-Zélande
Contrairement à l'Europe centrale, dont la flore relativement peu diversifiée consiste essentiellement d'immigrants d'Asie, les espèces végétales et animales d'Australie et de Nouvelle-Zélande ont pu se développer presque isolées géographiquement pendant des millénaires. C'est pourquoi les écosystèmes de ces pays, avec leurs espèces presque exclusivement endémiques, sont beaucoup plus sensibles dans leurs réactions à des espèces invasives. En Australie et en Nouvelle-Zélande, il y a eu au XIXe siècle une vague d'acclimatations. Les colons européens ont essayé avec insistance d'établir les animaux comme les plantes de leur habitat européen dans leur nouveau cadre de vie.

### Exemples de mesures contre les disséminations speirochores et agochores
L'Australie, comme la Nouvelle-Zélande, ont pris des mesures très sévères pour empêcher la dissémination par speirochorie ou agochorie. Les instruments agricoles importés en Australie, doivent être soigneusement nettoyés. Les voyageurs aériens en provenance d'autres continents sont forcés de nettoyer à fond les semelles de leurs chaussures. Dans certains parcs nationaux australiens, on ne laisse passer les flots de visiteurs qu'en certains endroits, spécialement aménagés avec des passages en bois, pour prévenir autant que possible l'entraînement de graines de l’extérieur. 

### Connaissances sur les plantes disséminées par voie éthélochore
Bien des plantes introduites de façon étholochore (donc volontairement) dans les écosystèmes sensibles d'Australie et de Nouvelle-Zélande se sont montrées finalement problématiques. Les espèces d'herbe africaines, plus nourrissantes que les australiennes, comme le cenchrus cilié ou l’andropogon gayanus, ont été introduites en Australie pour permettre une plus grande densité d'élevage de bœufs et de moutons. Mais on a négligé le fait que ces plantes diffèrent sur d'autres points des plantes indigènes.
Les incendies sont une caractéristique de l’écosystème australien ; les semences de nombreuses plantes australiennes ne peuvent germer qu'après le passage d'un tel incendie. Les plantes indigènes comme l'eucalyptus sont adaptées à ces feux de brousse rapides et à basse température. Mais les fourrages introduits en Australie brûlent plus longtemps pendant un feu de brousse et atteignent des températures nettement plus élevées. Ceci renforce les incendies, si bien que les eucalyptus prennent feu, et les semences au sol sont brûlées et ne peuvent plus germer, comme cela serait normalement le cas pour un feu de brousse australien. Les espèces d'herbe introduites ont aussi induit une diminution des espèces de pinsons et de perroquets, car malgré leur production abondante de graines, celles-ci ne peuvent pas être mangées par les oiseaux indigènes. Au total, les effets de beaucoup d'espèces diverses introduites en conduisent d'autres à la limite de l'extinction, et annihilent l’écosystème.

### Plantes ornementales de jardin: les pires envahisseurs d'Australie
Les espèces originellement introduites comme plantes ornementales de jardin se sont révélées en Australie des bioenvahisseurs problématiques. Parmi les 18 espèces de plantes comptées comme envahisseurs avec les effets les plus négatifs, à côté de 6 espèces d'herbes, 7 sont des « évadés des jardins ». L'ensemble forme plus des deux tiers des néophytes classés comme problématiques, et les évadés des jardins y sont en majorité. Cette grande proportion est due au grand nombre de plantes ornementales introduites. On estime que rien que dans l’État de Queensland, plus de 4000 espèces sont cultivées dans les jardins – leur nombre est avec cela plus grand que l'ensemble des espèces de plantes nourricières, forestières ou fourragères introduites. 
La plante grimpante introduite dès 1870 de Madagascar, Cryptostegia grandiflora avait envahi et étouffé d'après le biologiste Tim Low 350 000 km2 de forêt humide. La Thunbergia mysorensis, originaire d'Inde, envahit les forêts humides tropicales autour de la ville côtière de Cairns et envahit même des arbres de 40 m de haut. En Australie centrale, l'espèce eurasienne Tamarix aphylla pousse le long des berges des rivières, y repousse les espèces d'arbres indigènes, et la faune qui va ensemble, abaisse le niveau d'eau et augmente la salinité des sols. Les tamaris ont longtemps été considérés en Australie comme des plantes sans problème. Ceci changea quand des inondations ont disséminé des semences de tamaris cultivés surtout au voisinage d'Alice Springs sur des centaines de kilomètres de berges de fleuves. Comme aux États-Unis, où les tamaris se sont avérés de redoutables bioenvahisseurs, la lutte contre cette espèce d'arbres qui s'est largement disséminée depuis apparaît presque sans issue. Sans issue également est la lutte contre les jacinthes d'eau, qui se développent sans entrave dans les cours d'eau et les lacs d'Australie du nord et de l’est, gênant appréciablement le trafic fluvial, et modifiant fortement la faune et la flore aquatiques. L'épine de Jérusalem forme dans les territoires du nord des buissons épineux impénétrables qui peuvent faire plusieurs kilomètres en longueur et largeur.  Deux autres plantes introduites comme plantes d'ornement de jardin, l’asparagus asparagoides et le chrysanthemoides monilifera ou bitou bush, dominent maintenant dans bien des forêts d'eucalyptus la couche herbacée et supplantent les plantes vivaces, herbacées, les orchidées et les lis.

### Mesures de lutte
En Australie, les nouvelles plantes à introduire sont soumises à un Weed Access Assessment (examen d'introduction de plantes), une enquête, et à une autorisation d'accès qui en dépend, pour savoir dans quelle mesure elles pourraient se montrer problématiques à l’égard de l'écosystème australien. Les néophytes qui se sont déjà montrées problématiques sont inscrites sur une liste des Weeds of National Significance (WONS – plantes de danger national).
La liste des WONS ne conduit pas systématiquement à la proscription des plantes. Même des espèces qui appartiennent aux bioenvahisseurs les plus importants sont à l'occasion fournis par des jardineries – parfois sous des noms fantaisistes. Les essais de ne plus vendre des plantes ornementales de jardin qui se sont montrées bioenvahisseurs problématiques, se sont montrés très difficiles à appliquer dans le public. Les propriétaires de jardin, même australiens, renoncent difficilement à se passer de lierre, de houx ou de cerisiers du Japon (stériles) pour orner leur jardin. 
Le biologiste australien Tim Low (en), qui s'est attaqué très à fond aux envahisseurs biologiques d'Australie, en tire des conclusions pessimistes sur la stabilité de l’écosystème australien. D'après lui, toute une série d'autorités ne réagissent pas de façon assez énergique aux exigences de la lutte contre ces envahisseurs, et se plient trop vite aux intérêts économiques en particulier des agriculteurs. D'un autre côté, la possibilité de prendre encore des mesures significatives est déjà passée pour de nombreuses espèces. Les autorités de Nouvelle-Zélande ont suivi une autre voie : elles ont publié des listes de plantes ornementales considérées comme sans problème, et cette approche a été largement suivie.